# 和泉市立北池田中学校
和泉市立北池田中学校（いずみしりつ きたいけだちゅうがっこう）は、大阪府和泉市にある公立中学校。

## 概要
和泉市中部の丘陵地に開発された「トリヴェール和泉」北地区に位置し、池田下町・室堂町・伏屋町および同地区の一部を校区としている。2024年（令和6年）5月1日現在の生徒数は701名で、市内の中学校の中では和泉市立和泉中学校、和泉市立南池田中学校に次いで3番目に多い。隣接地には和泉市立いぶき野小学校がある。
なお、かつて地域には同名の北池田中学校が存在していたが、1961年（昭和36年）に（旧）南池田中学校および（旧）北松尾中学校と統合し、和泉市立第二中学校として3分校で発足した。1962年には校名を石尾中学校として現在地に創立。

## 沿革

### 略歴
和泉市立石尾中学校の生徒数は1983年（昭和58年）には過去最多の1,871名となりマンモス校化したことから、同年に南池田中学校が分離開校した。さらに、1992年（平成4年）には、生徒数が1,100名を超えていたため、北池田中学校が分離開校した。これらの分離により、石尾中学校の生徒数はおおむね600名弱にまで減少した。

### 年表
- 1992年（平成4年）4月 - 和泉市立石尾中学校から分離、開校。

## 校名の由来
校名「北池田中学校」は、校区に含まれる「いぶき野小学校」および「北池田小学校」の名称を基本とし、以下の理由が考慮され決定された。
- 過去に石尾中学校へ統合された中学校（南池田中学校、北池田中学校、北松尾中学校）のうち、生徒数の増加により再度分離した学校は、いずれも旧校名が復活していること。
- 本校の所在地は、かつて北池田地番に含まれていたこと。
- 校区連合町会から「北池田中学校」の名称復活を求める要望があったこと。

## 教育方針

### 教育目標（めざす生徒像）
- 正しい判断のもと、自主的に行動する生徒
- 何事にも積極的に行動し、最後までやり抜く生徒
- 自他を大切にする、思いやりのある生徒

### 今年度重点目標
- 「確かな学力」と「学びに向かう力」の育成
- 仲間づくりの推進
- 豊かな心を育む取組み
- 信頼される学校・特色ある学校づくりの取組み

## 通学区域
- 和泉市立いぶき野小学校、和泉市立北池田小学校の通学区域[4]。

## 交通
- 南海泉北線 和泉中央駅 北へ約850m。